# Aleksiej Nałobin
Aleksiej Dmitrijewicz Nałobin (ros. Алексей Дмитриевич Налобин; ur. 3 października 1989) – rosyjski siatkarz grający na pozycji środkowego. 

## Sukcesy klubowe
Liga niemiecka:
- 2016

Liga rumuńska:
- 2021

Superpuchar Hiszpanii:
- 2024[5]

Puchar Króla Hiszpanii:
- 2025[6]

Liga hiszpańska:
- 2025[7]